# Nimravides
Il nimravide (gen. Nimravides) è un mammifero carnivoro estinto, appartenente ai felidi. Visse nel Miocene superiore (circa 10 - 5 milioni di anni fa) e i suoi resti fossili sono stati ritrovati in Nordamerica.

## Descrizione
Il genere Nimravides comprendeva felidi di grossa taglia, solitamente più grandi di un leopardo. Una delle specie più grandi, e anche una delle ultime ad apparire, fu Nimravides catacopis, alta circa un metro al garrese e di taglia simile a quella di una tigre. Tutti gli appartenenti al genere Nimravides possedevano un corpo forte e allungato, zampe lunghe e potenti e un cranio più lungo rispetto a quello degli odierni felidi. Nimravides era anche dotato di canini superiori appiattiti lateralmente, seghettati posteriormente e più lunghi rispetto a quelli delle attuali pantere. Doveva essere molto simile al ben noto Machairodus, un felide dai denti a sciabola diffuso in Europa e in Asia nello stesso periodo. 

## Classificazione

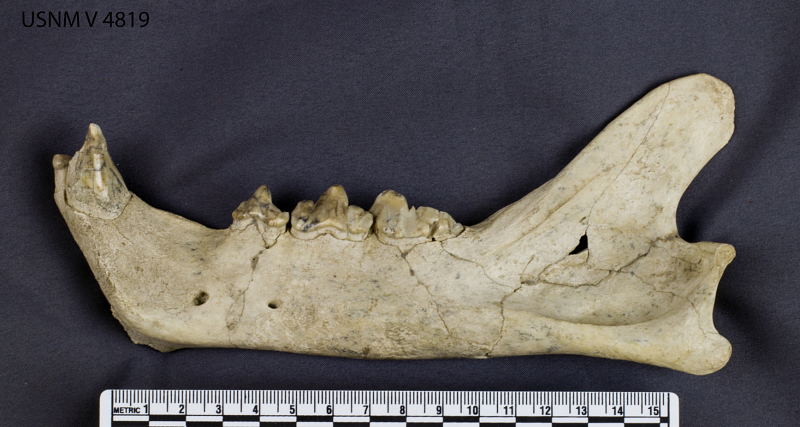
Mandibola di Nimravides

Il genere Nimravides venne istituito da Kitts nel 1958, per accogliere una specie descritta qualche anno prima da Macdonald (1948) e classificata inizialmente all'interno del genere Pseudaelurus (P. thinobates). Successivamente al genere Nimravides vennero attribuite altre specie, come N. galiani, N. hibbardi, N. pedionomus e N. catacopis. Quest'ultima era stata inizialmente descritta da Edward Drinker Cope nel 1887 come Machairodus catacopis. La confusione del genere Nimravides con il genere Machairodus perdurò per molti anni, e spesso questi due generi sono stati considerati sinonimi. In ogni caso, recenti ricerche (Rothwell, 2003; Anton et al., 2013) indicherebbero notevoli differenze morfologiche dello scheletro tali da permettere la distinzione a livello generico. 
Nimravides, nonostante il nome faccia pensare a un membro della famiglia dei nimravidi, era in realtà un felide dai denti a sciabola, non strettamente imparentato con l'eurasiatico Machairodus, ma piuttosto ancestrale al genere Homotherium (tribù degli Homotheriini). Fossili di Nimravides sono stati rinvenuti in numerose zone del Nordamerica (California, Kansas, Nebraska, New Mexico, Oklahoma, Texas, Florida).